# 篠山層群
篠山層群（ささやまそうぐん、英: Sasayama group）とは、兵庫県丹波篠山市の篠山盆地と丹波市山南町東部に分布する、中生代前期白亜紀（1億4000万～1億2000万年前）の地層である。主に盆地内の島状の丘陵地と盆地周辺部の丘陵部、南北約5km・東西約15kmに渡って分布している。古生代ペルム紀から中生代ジュラ紀に形成された丹波層群の上に有る。全層厚は約1000mである。

## 概要
白亜紀前期の地殻変動により沈降した部分に形成された、湖沼の堆積により生成された湖成層であるとされている。火山灰が堆積した輝緑凝灰岩により赤紫色をした堆積岩類が多く、泥岩・砂岩・礫岩が交互に重なり合っている。
安山岩の溶岩や火砕岩である集塊岩、火山礫などから成る層が有り、その層を境にして凝灰質の砂岩や頁岩から成る上部層（1億3600万～1億2000万年前）と、それらが少なくシルト岩や砂岩から成る下部層（1億4000万～1億3600万年前）に区別される。
赤紫色をした岩石としては、山口県から福岡県北九州市に掛けて分布する関門層群の硯石統（けんせきとう）に似ているとされる。
場所や形成時期といった地理的に近い北陸地方の手取層群は、恐竜化石が発掘されたことでも有名である。また流れの有る川の堆積によって生成された手取層群と異なり、流れのない淡水の湖沼の堆積によって生成された篠山層群は、骨が流されたり欠ける可能性が少なく、保存状態の良い全身骨格が発見される事が期待されていた。
篠山盆地を流れる篠山川は、丹波層群の標高が南に傾斜している事から盆地南方の武庫川に流れていたと考えられている。しかし勾配の緩やかな武庫川への流れが上流の堆積物（後の弁天黒土）により遮られた結果、河川争奪が起こり盆地西方を抜け加古川に流れるようになったと考えられている。
篠山川の浸食により盆地西方に川代渓谷が形成され、白亜紀前期の露頭が出現したことが化石発見に繋がっている。
2006年に村上茂と足立洌（きよし）により草食恐竜ティタノサウルス類の化石が発見され「丹波竜」というニックネームが与えられ、2014年にタンバティタニスとして正式記載された。
2008年に再び足立洌により下部層から国内最古と見られる哺乳類の化石が発見された。下あごがほぼ完全な形で発見されており、同年代の哺乳類化石がまとまった形で発見されるのは世界初であり、空白の時代を埋める発見として期待されている。この化石は2013年にササヤマミロスとして記載された。
2009年9月頃に、化石狙いと見られる盗掘跡が見つかった。条例では、盗掘行為を禁じてはいても、盗掘者に対して原状回復を求めることしかできず、また、一般者の立ち入りを規制することができず、篠山市は、対応に苦慮している。
丹波竜が発見された大山下層からはその後も多くの化石が記載されており、2024年にはヒプノヴェナトルやササヤマグノームスという2属の恐竜が記載された。